# Der Weibsteufel
Der Weibsteufel ist ein 1914 von Karl Schönherr verfasstes Drama. Die in den Alpen handelnde Dreiecksgeschichte zählt neben Glaube und Heimat (1910) zu den erfolgreichsten Dramen Schönherrs und zu den meistgespielten Theaterstücken im Süden des deutschen Sprachraums. Seine Uraufführung erlebte das Schauspiel am 6. April 1915 im Johann Strauß-Theater in Wien. Schauplatz der Handlung ist eine bäuerliche Stube ums Jahr 1900.
Das Stück mit einer weiblichen und zwei männlichen Darstellern (Weib, Mann, Grenzjäger) handelt vom Kampf eines kränklichen Ehemanns und Schmugglers um sein Weib, das dem jungen, diensteifrigen Grenzer schöne Augen macht. Die Männer geraten in heftigen Streit, der von der Frau aufgeheizt wird; am Ende ist einer tot, der andere im Gefängnis, und die Frau erbt das Haus.
Das Stück ist in bairischer Mundart geschrieben und deshalb außerhalb des süddeutschen Raumes selten gespielt. 2018 brachte das freie theater glassbooth aus Essen eine Version in Hochdeutsch heraus, die die Handlung in die Zeit nach dem Ersten Weltkrieg und ins Ruhrgebiet verlegt.

## Verfilmungen
- 1920: Die Würghand bzw. Der Weibsteufel – Regie: Cornelius Hintner, Darsteller: Viktor Kutschera, Carmen Cartellieri, Eugen Preiß
- 1924: Verfilmung von Fred Niblo mit Ramón Novarro, Barbara La Marr, William V. Mong (OT: Thy Name Is Woman). Die Handlung wurde nach Spanien verlegt.
- 1951: Der Weibsteufel – Verfilmung von Wolfgang Liebeneiner mit Hilde Krahl, Kurt Heintel, Bruno Hübner
- 1966: Der Weibsteufel – Österreich – Regie: Georg Tressler, Darsteller: Hugo Gottschlich, Sieghardt Rupp, Maria Emo. Im Gegensatz zum Bühnenwerk wurde die Zahl der Mitwirkenden um einige Personen erweitert und die Handlung in die (damalige) Gegenwart verlegt.
- 1984: Fernsehfilm von Josef Kuderna und Dietmar Schönherr mit Sebastian Baur, Hannes Thanheiser
- 2000: Fernsehfilm Der Weibsteufel – Deutschland – Regie: Jo Baier, Darsteller: Günther Maria Halmer, Fritz Karl, Julia Thurnau, Josef Wierer
- 2009: Fernsehfilm von Peter Schönhofer mit Werner Wölbern, Birgit Minichmayr, Nicholas Ofczarek
- 2012: Grenzgänger – Österreich – Regie: Florian Flicker, Darsteller: Andreas Lust, Stefan Pohl, Andrea Wenzl. Im österreichischen Grenzland kurz nach der Jahrtausendwende. Die Neuverfilmung wurde beim Sarajevo Film Festival mit dem CICAE Art Cinema Award ausgezeichnet.

## Hörspiele
- 1927: Der Weibsteufel; Produzent: NORAG; Regie: Hans Bodenstedt; Erstsendung: 16. Mai 1927.

Sprecher:
- - Karl Pündter: Der Mann
  - Hedwig Wangel: Sein Weib
  - Ernst Pündter: Ein junger Grenzjäger

- 1960: Der Weibsteufel; Produzent: WDR; Regie: Gert Westphal; Erstsendung: 10. Februar 1960.

Sprecher:
- - Manfred Inger: Mann
  - Ida Krottendorf: Sein Weib
  - Bert Fortell: Junger Grenzgänger

- 2019: Der Weibsteufel; Produzenten: ORF/SWR; Bearbeitung und Regie: Ursula Scheidle; Erstsendung: 24. Mai 2019.
  - Hannes Perkmann: Mann
  - Gerti Drassl: Sein Weib
  - Harald Windisch: Grenzjäger

## Medien
- 1966: Georg Tressler: Der Weibsteufel
- 2009: Martin Kušej: Der Weibsteufel. ORF, Wien (1 DVD)
- 2012: Florian Flicker: Grenzgänger. Der österreichische Film
- 2014: Ralf Knapp, Der Weibsteufel. bremer kriminal theater